# Versnipperaar

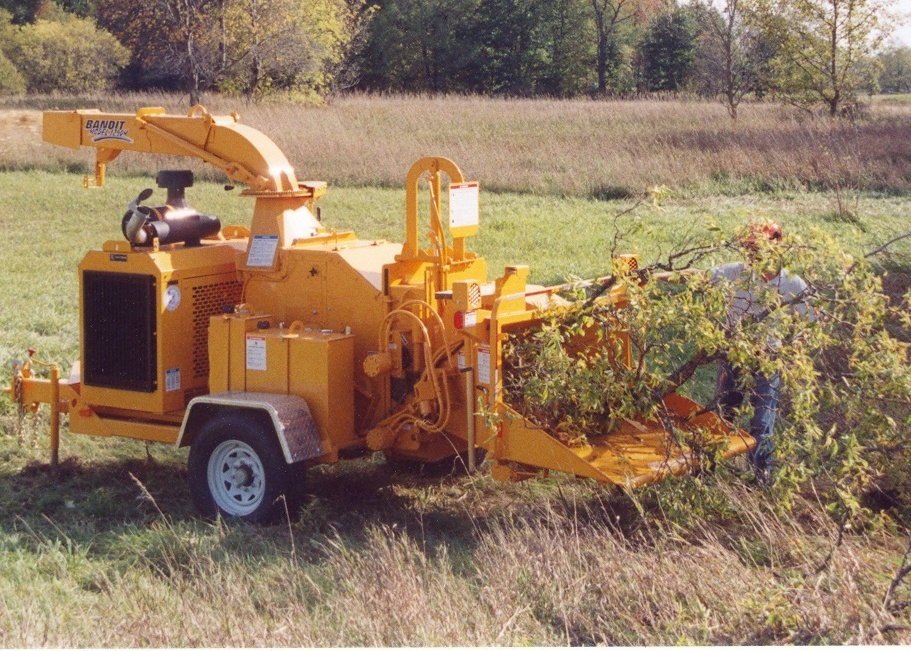
Houtversnipperaar

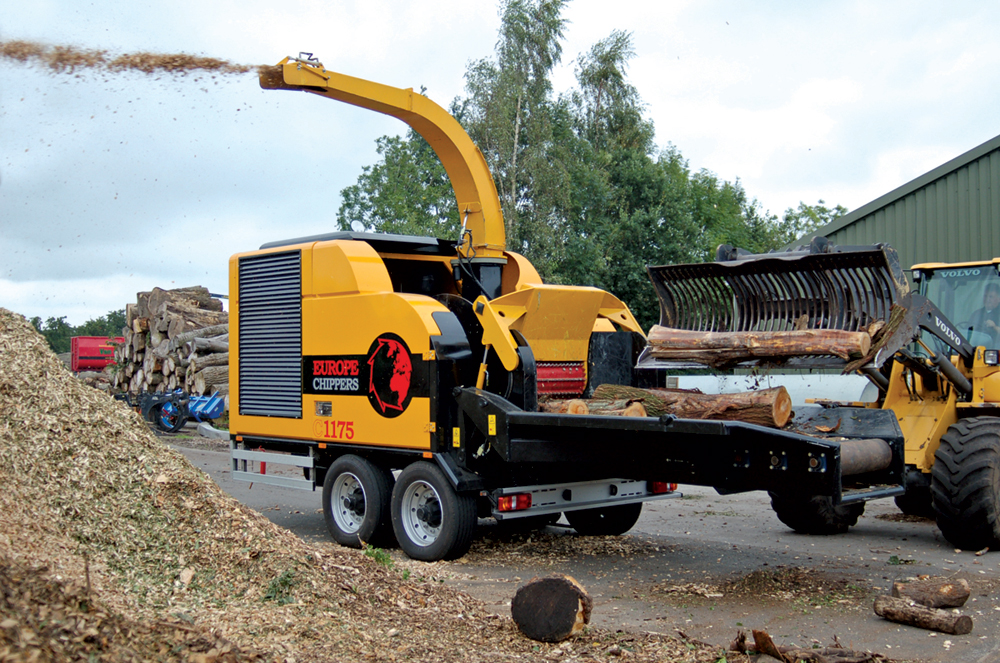
Houtversnipperaar voor grote stammen

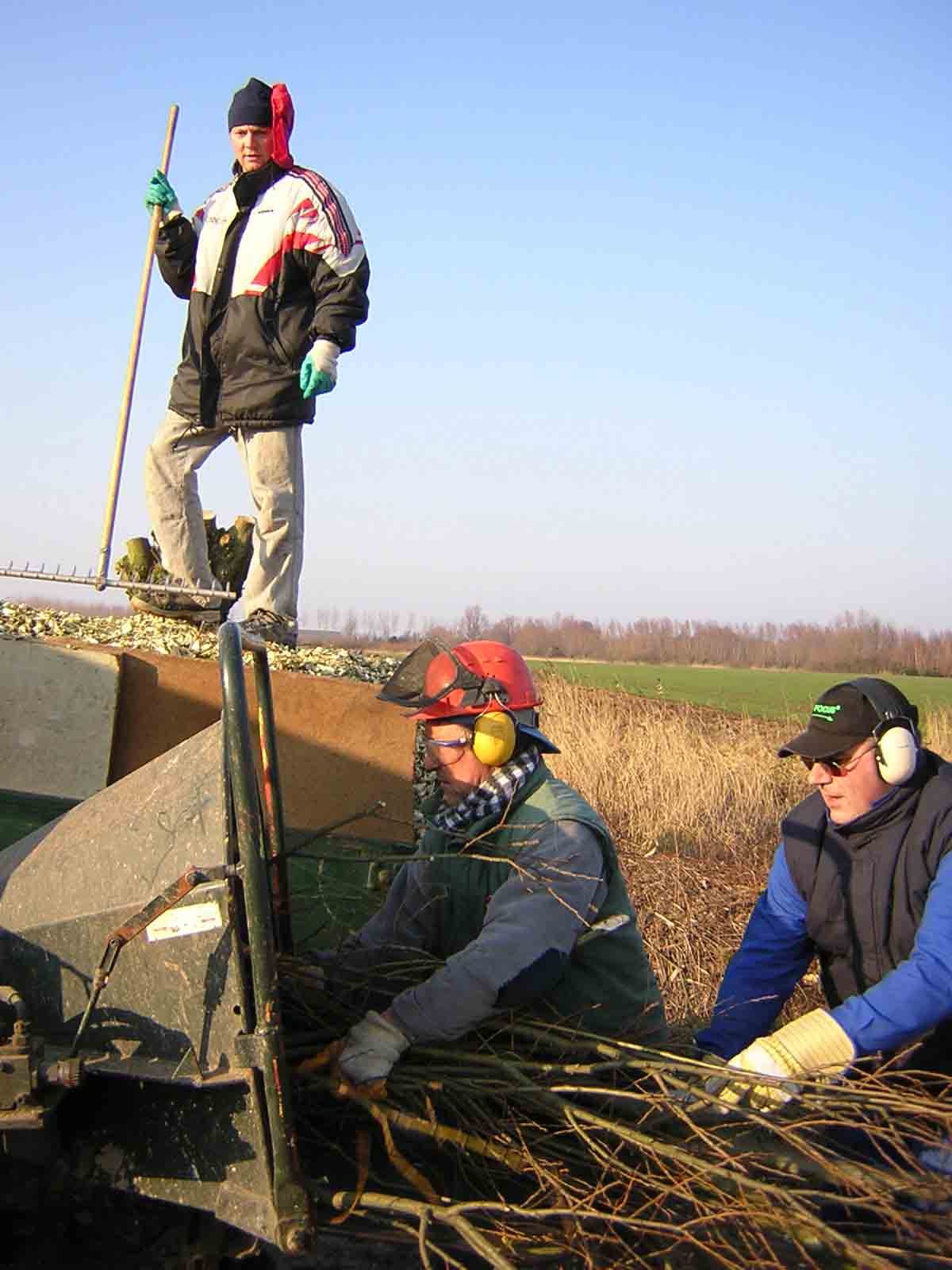
Vrijwilligers van Natuurpunt hakselen takken

Een versnipperaar, ook wel hakselaar of verkleinmachine genoemd, is een machine die in de groene sector gebruikt wordt voor het hakselen van snoeiafval zoals takken en kleine stammetjes. In het begin van het nieuwe jaar worden hij ook vaker gebruikt om gebruikte kerstbomen op te ruimen als alternatief voor een kerstboomverbranding

## Messenschijf
Veel versnipperaars zijn voorzien van een schijf waarin een of meer messen zijn gemonteerd. De messen zijn zo aangebracht dat zolang er hout tegen de schijf wordt aangedrukt, deze steeds een stukje hout afsnijden. De messenschijf zorgt zelf niet voor de toevoer van het hout. Hiervoor zijn invoerrollen aanwezig.
De afgehakte spaanders worden vervolgens door de opening in de schijf naar achteren doorgevoerd. Voor de verdere afvoer zorgen de windvleugels die achter de schijf zijn gemonteerd.
Voor dit werkprincipe is het van belang dat er een tegenmes aanwezig is. Dit tegenmes of contrames moet ervoor zorgen dat het door de messen gegrepen stuk hout wordt ondersteund bij het afsnijden.

## Hamermolen
Versnipperaars die zijn uitgerust met een messenschijf of een messenwals zijn zeer gevoelig voor vreemde voorwerpen. Dat is veel minder het geval bij het type dat werkt volgens het principe van de hamermolen. Het verkleinen van het materiaal wordt gedaan door het ingevoerde materiaal te bewerken met snel ronddraaiende hamers die scharnierend met een rotor verbonden zijn. Onderin bevindt zich een zeef, die de snippers doorlaat zodra de gewenste grootte is bereikt.

## Typen
Er zijn qua aandrijving drie typen versnipperaars:
- Elektrisch aangedreven versnipperaars
- Versnipperaars met een eigen verbrandingsmotor, deze kunnen achter een pick-up-truck worden gemonteerd die van een bak is voorzien om de snippers op te vangen.
- Versnipperaars aangedreven door een externe bron (bijvoorbeeld de aftakas van een tractor)

Het vermogen hangt af van het type aandrijving. Elektrische versnipperaars zijn voornamelijk voor thuisgebruik. Deze kunnen slechts takken met een beperkte omvang vermalen. Versnipperaars met een verbrandingsmotor of aangedreven door een externe bron hebben veel meer vermogen en kunnen grotere takken tot zelfs hele boomstammen versnipperen.

## Persoonlijke bescherming
Het werken met een versnipperaar is gevaarlijk. Bij ongevallen met versnipperaars komen jaarlijks wereldwijd enkele personen om het leven of hebben blijvend letsel. In de Verenigde Staten kwamen bij ongelukken met versnipperaars tussen 1992 en 2005 33 mensen om het leven.
Om veilig te werken met een versnipperaar is het aanbevolen veiligheidsvoorzorgen te nemen zoals het dragen van veiligheidsbril, gehoorbescherming, veiligheidshelm en veiligheidsschoenen. Daarnaast is het dragen van een versnipperoverall verplicht. Dit is een overall zonder zakken waardoor takken die de versnipperaar in verdwijnen geen grip hebben op de kleding.